# 태흥2리항
태흥2리항은 제주특별자치도 서귀포시 남원읍 태흥2리에 위치한 어항이다. 1999년 12월 30일 지방어항으로 지정되었다. 관리청은 제주특별자치도, 시설관리자는 서귀포시장이다.

## 명칭의 유래
태흥마을은 지형이 비교적 광활하고 기온이 온화하며 해안지대를 넓게 끼고있어서 예부터 '폴개'라 불렀다. '묵은 가름'이란 곳에 인가가 있었던 것만은 사실이고 보면 이곳 태흥리에는 고려말경에서부터 부락이 있었던 것으로 여겨지고 있다. 해안변에서 멀리 떨어진 '묵은 가름'보다 해안을 가까이 하는 것이 좋겠다고 판단한 사람들은 포구가 많고 소금밭이 가까우며 해산물이 풍부한 해안변으로 이주하여 소섯개, 봉안이개, 산 것개, 앞빌레 해안을 중심으로 자연부락이 생겨났으며 펄이 있는 포구 주변에 산다고 하여 마을 이름을 '폴개'라 칭했다.

## 어항 구역
- 수역: 서방파제 남서측 육지부(N: 33°16′50.3″, E:126°45′4.7″)으로부터 480m, N방향으로 390m이동하여 육지부와 접속한(N: 33°17′5.4″, E:126°45′23.3″)선내의 수역
- 어항구역면적 : 295,000m2,  항내수면적: 35,000m2

## 어항 시설
방파제 365m, 물양장 287m, 선착장 480m

## 기본 계획
방파제 425m, 물양장 435m, 선착장 480m, 호안 75m